# Аль-Мансур Нур ад-Дин Али
Аль-Малик аль-Мансур Нур ад-Дин Али ибн Айбе́к (араб. الملك المنصور نور الدين على بن الملك المعز أيبك‎); 1242 — ?) — мамлюкский султан Египта, из династии Бахри, сын Айбека.
Наследовал своему отцу в марте 1257 года. Настоящими правителями страны при пятнадцатилетнем Али были могущественные эмиры Санджар аль-Халаби, атабек султана, Санджар аль-Гатми, лидер остававшихся в Египте бахритов, и Кутуз аль-Му’иззи, фаворит Айбека. Вскоре после начала царствования Али Кутуз арестовал Санджара аль-Халаби, став, фактически, единоличным правителем.
Узнав о монгольском вторжении в Сирию, Кутуз дождался, пока наиболее опасные его противники из мамлюков салихи и муиззи покинут Каир, и сместил Аль-Мансура Али с престола (12 ноября 1259 года).